# Marie Návorková
Marie Návorková (* 5. prosince 1935) byla česká a československá politička Komunistické strany Československa, poslankyně České národní rady a Sněmovny národů Federálního shromáždění za normalizace.

## Biografie
K roku 1969 se uvádí jako původním povoláním dělnice, bytem České Budějovice. Absolvovala základní školu a pracovala jako dělnice v podniku Koh-i-noor. Byla předsedkyní Závodní organizace KSČ, celozávodního výboru a členkou předsednictva Okresního výboru KSČ. Pracovala jako funkcionářka Československého svazu mládeže.
Po provedení federalizace Československa usedla v lednu 1969 do Sněmovny národů Federálního shromáždění. Nominovala ji Česká národní rada, v níž rovněž zasedala. Ve federálním parlamentu zasedala do konce funkčního období, tedy do voleb roku 1971.